# 2024년 하계 올림픽 폴란드 선수단
2024년 하계 올림픽 폴란드 선수단은 2024년 7월 26일부터 8월 11일까지 프랑스 파리에서 열린 2024년 하계 올림픽에 참가한 올림픽 폴란드 선수단이다.

## 출전 선수
| 종목           | 남자 | 여자 | 전체 |
| -------------- | ---- | ---- | ---- |
| 골프           | 1    | 0    | 1    |
| 근대5종        | 2    | 2    | 4    |
| 농구           | 4    | 0    | 4    |
| 다이빙         | 1    | 0    | 1    |
| 레슬링         | 3    | 2    | 5    |
| 배구           | 14   | 12   | 26   |
| 복싱           | 2    | 3    | 5    |
| 사격           | 2    | 5    | 7    |
| 사이클         | 4    | 9    | 13   |
| 수영           | 13   | 8    | 21   |
| 스포츠클라이밍 | 0    | 2    | 2    |
| 승마           | 5    | 4    | 9    |
| 양궁           | 0    | 1    | 1    |
| 육상           | 27   | 32   | 59   |
| 역도           | 0    | 1    | 1    |
| 요트           | 5    | 5    | 10   |
| 유도           | 2    | 2    | 4    |
| 조정           | 4    | 2    | 6    |
| 카누           | 5    | 9    | 14   |
| 탁구           | 1    | 3    | 4    |
| 테니스         | 2    | 4    | 6    |
| 트라이애슬론   | 0    | 1    | 1    |
| 펜싱           | 3    | 6    | 9    |
| 전체           | 100  | 113  | 213  |

## 메달 집계
| 종목 | 1 | 2 | 3 | 합계 |
| 종목 | ' | ' | ' | '    |
| 종목 | ' | ' | ' | '    |
| 종목 | ' | ' | ' | '    |
| 합계 | ' | ' | ' | '    |

## 종목별 성적

### 골프
남자
- 아드리안 메론크

### 근대5종
남자
- 우카시 구트코프스키
- 카밀 카스페르차크

여자
- 나탈리아 도미니아크
- 안나 말리셰프스카

### 농구
남자
3×3 농구
여자

### 다이빙
남자
- 로베르트 우카셰비치

### 레슬링
남자
- 즈비그니에프 바라노프스키
- 로베르트 바란

여자
- 안헬리나 위사크
- 빅토리아 호우이

### 배구
남자
여자

### 복싱
남자
- 다미안 두르카치
- 마테우시 베레지니츠키

여자
- 아네타 리기엘스카
- 엘주비에타 부이치크
- 율리아 셰레메타

### 사격
남자
여자

### 사이클
남자
여자

### 수영
남자
여자

### 스포츠클라이밍
여자
- 알렉산드라 미로스와프
- 알렉산드라 카우츠카

### 양궁
여자
- 비올레타 미쇼르

### 역도
여자
- 베로니카 지엘린스카스투빈스카

### 요트
남자
여자

### 유도
남자
- 아담 스토돌스키
- 피오트르 쿠체라

여자
- 안겔리카 시만스카
- 베아타 파추트크워치코

### 육상
남자
- 보이치에흐 노비츠키
- 파베우 파이데크

여자
- 아니타 브워다르치크
- 말비나 코프론

### 조정
남자
여자

### 카누
남자
여자

### 탁구
여자
- 나탈리아 바요르

### 테니스
남자
- 후베르트 후르카치

여자
- 이가 시비옹테크

### 트라이애슬론
여자
- 록사나 스우페크

### 펜싱
남자
- 얀 유르키에비치
- 미하우 시에스
- 아드리안 보이트코비아크
- 안제이 종트코프스키

여자
- 마르티나 스바토프스카벤글라르치크
- 알렉산드라 야레츠카
- 레나타 크나피크미아즈가
- 알리차 클라시크

## 같이 보기
- 2020년 하계 올림픽